# Liste der Wappen im Werra-Meißner-Kreis
Diese Liste zeigt die Wappen der Städte und Gemeinden sowie Wappen von ehemals selbständigen Gemeinden und aufgelösten Landkreisen im Werra-Meißner-Kreis in Hessen.
In dieser Liste werden die Wappen mit dem Gemeindelink angezeigt.

Wappen des Werra-Meißner-Kreises[1]
Lage des Werra-Meißner-Kreises in Hessen
Lage des Werra-Meißner-Kreises in Deutschland

## Wappen der Städte und Gemeinden
Die Gemeinde Weißenborn führt kein Wappen.

Stadt Bad Sooden-Allendorf[2]
Gemeinde Berkatal[3]
Kreisstadt Eschwege[4]
Stadt Großalmerode[5]
Gemeinde Herleshausen[6]
Stadt Hessisch Lichtenau[7]
Gemeinde Meinhard[8]
Gemeinde Meißner
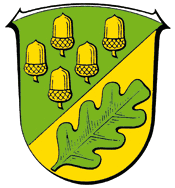
Gemeinde Neu-Eichenberg
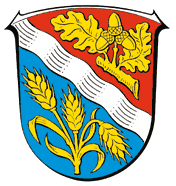
Gemeinde Ringgau
Stadt Sontra[11]
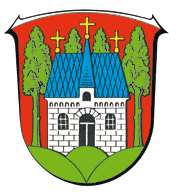
Stadt Waldkappel
Stadt Wanfried[13]
Gemeinde Wehretal[14]
Stadt Witzenhausen[15]

## Wappen ehemaliger Landkreise

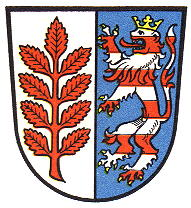
Landkreis Eschwege
Landkreis Witzenhausen[17]

## Blasonierungen
1. ↑  Landkreiswappen: „Über einem grünen, mit einem silbernen Wellenbalken belegten Dreiberg hinter einer silbernen Flanke, darin ein neunblättriger roter Eschenzweig, in Blau eine eintürmige, rot bedachte silberne Burg.“
2. ↑  Bad Sooden-Allendorf: „In Rot eine silberne fünftürmige Stadtbefestigung mit blauen Dächern über einer bezinnten Mauer mit offenem Tor, in dem in Rot ein goldener Pfannenhaken mit einem goldenen Berlaff schräggekreuzt ist.“
3. ↑  Berkatal: „Im roten Schild einen schräglinken silbernen Wellenbalken, begleitet oben von einem gespreizten goldenen Kreuz, unten von einem sechsspeichigen goldenen Wagenrad.“
4. ↑  Eschwege: „In Rot über einer silbernen Zinnenmauer mit offenem Tor zwei silberne Türme mit Zeltdach, zwischen denen ein grüner Eschenzweig schwebt.“
5. ↑  Großalmerode: „In Silber auf grünem Boden drei (1:2) aufeinander gestellte rote Schmelztiegel, beseitet von je einem Häufchen blauer Spielkugeln.“
6. ↑  Herleshausen: „Im roten Schild eine silberne, zu beiden Seiten in spitzbedachten silbernen Rundtürmen endende Zinnenmauer mit goldenem geschlossenen Tor, die von einem Turm mit doppelter welscher Haube überragt wird.“
7. ↑  Hessisch Lichtenau: „In Blau auf grünem Berg drei rot bedachte silberne Türme; dem Berg aufgelegt ein goldener Schild; unter Schildhaupt, darin ein grüner Zweig mit drei roten Rosen, ein roter Löwe, der eine Leuchte mit schwarzem Gestell trägt.“
8. ↑  Meinhard: „In Grün ein silberner Dreiberg, belegt mit dem grünen Großbuchstaben M, darunter ein grüner, silbern durchwirkter Wellenschildfuß.“
9. ↑  Neu-Eichenberg: „Im von Grün und Gold schräglinks geteilten Schilde oben fünf aufgerichtete goldene Eicheln, unten ein grünes Eichenblatt.“
10. ↑  Ringgau: „Im durch einen silbernen schrägrechten Wellenbalken geteilten Schild oben in Rot einen goldenen Eichenbruch mit drei Eicheln und zwei Blättern, unten in Blau drei goldene Ähren auf einem Halm.“
11. ↑  Sontra: „In Gold eine sechsblätterige blaue Rose mit grünen Kelchblättern, belegt mit einem siebenmal von Silber und Rot geteilten Löwen (Löwe von Hessen).“
12. ↑  Waldkappel: „Auf dreiteiligem grünen Berg in Rot eine silberne Kapelle mit blauem Dach, blau gedecktem Spitzturm und goldenen Kreuzen vor vier grünen Bäumen.“
13. ↑  Wanfried: „In Rot das linksgedrehte Brustbild eines silbern geharnischten Ritters mit einem geschulterten silbernen Schwert.“
14. ↑  Wehretal: „Im von Rot und Silber gevierten Schilde einen golden gekrönten grünen Herzschild, darin ein goldenes unziales W, dessen mittlerer Schaft kreuzförmig gestaltet ist.“
15. ↑  Witzenhausen: „In Blau eine gezinnte silberne Stadtmauer mit blauem Tor, darin unter gehobenem goldenen Fallgatter das goldene Gemerke W; über der Mauer ein höherer Zinnenturm zwischen zwei schmalen Seitentürmen mit roten Kuppeldächern.“
16. ↑  Landkreis Eschwege: „Gespalten von Silber und Blau; vorne ein senkrechter roter Eschenzweig mit neun Blättern, hinten ein mehrfach von Silber und Rot geteilter, golden gekrönter Löwe.“
17. ↑  Landkreis Witzenhausen: „In Rot auf grünem Boden eine blau bedachte silberne Burg mit hohem Rundturm; diesem unten aufgelegt ein gelehnter blauer Schild, darin ein mehrfach von Silber und Rot geteilter, golden gekrönter Löwe.“